# 광양중진초등학교
광양중진초등학교는 대한민국 전라남도 광양시에 있는 공립 초등학교이다.

## 학교 연혁
- 2000년 12월 13일: 개교
- 2001년 3월 1일: 초대 허한구 교장 취임
- 2001년 3월 12일: 병설유치원 개원
- 2001년 3월 30일: 개교기념일
- 2012년 9월 1일: 제7대 윤영택 교장 취임
- 2015년 2월 13일: 광양중진초등학교 제14회 졸업 (졸업생 134명, 총 2127명)

## 참고 자료
- 광양중진초등학교 - 한국교육학술정보원 학교알리미